# Zoeloe-oorlog
De Zoeloe-oorlog vond in 1879 plaats en was een gewapend conflict tussen het Verenigd Koninkrijk en het Zoeloekoninkrijk. De Zoeloes verloren de oorlog, waardoor het Zoeloerijk onder Brits gezag kwam. De oorlog staat bekend om zijn bloedige veldslagen, waarbij de Britten opereerden met een modern leger met vuurwapens en bajonetten, mobiele kanonnen en mortieren in een slagorde, terwijl de Zoeloe's gewapend waren met speren, schilden en knotsen en de Britse linies aanvielen met massale stormlopen. De Britse troepen werden ondanks hun superieure wapentechnologie vaak in de pan gehakt, vooral doordat ze hun geweren en kanonnen na elk gelost schot niet snel genoeg konden herladen.

## Achtergrond
In 1861 vluchtte Umtonga kaMpande, zoon van de koning Mpande kaSezagakona, naar een gebied dat ingenomen was door boeren die oorspronkelijk uit Transvaal kwamen. De broer van Umtonga, Cetshwayo kaMpande, verzamelde hierop een leger en ging naar de boeren met de eis om zijn broer uit te leveren. In ruil hiervoor zouden de boeren een strook land krijgen waarop ze mochten wonen. De boeren gingen in op de eis met als tegeneis dat het leven van Umtonga zou worden gespaard. De boeren kregen er hierdoor een groot stuk land bij.
Maar in 1864 vluchtte Umtonga opnieuw, dit keer naar het Britse Natal. Cetshwayo vreesde dat de Europeanen zijn broer zouden gebruiken om macht over zijn rijk te krijgen. Cetshwayo vond nu dat, nu zijn broer opnieuw gevlucht was, de boeren geen recht meer hadden op het strook land. De boeren plaatsten een leger onder bevel van Paul Kruger bij de strook en de Zoeloes positioneerden ook manschappen.
In 1873 werd Cetshwayo de nieuwe koning van het Zoeloerijk, na de dood van zijn vader Mpande. Hij begon het leger te moderniseren en rustte enkele van zijn soldaten met vuurwapens uit. Cetshwayo kaMpande stond bekend als een strenge heerser.

## Het ultimatum
In februari 1878 wees de luitenant-gouverneur van Natal een commissie aan die de grenskwestie moest onderzoeken. De commissie concludeerde in juli van dat jaar dat de Zoeloes gelijk hadden en hun grond terug moesten krijgen. De boeren die nu leefden op die grond moesten gecompenseerd of beschermd worden.
In de maanden juli, augustus en september 1878 vonden er enkele incidenten plaats. De eerste twee incidenten hadden te maken met de vlucht van twee vrouwen van ene Sihayo kaXonga. De vrouwen werden uiteindelijk getraceerd en geëxecuteerd door de broer en de zonen van Sihayo kaXonga.
Het eerste incident;
Een vrouw van Sihayo verliet hem en vluchtte naar Natal. Ze werd gevolgd door een groep Zoeloes onder leiding van Mehlokazulu kaSihayo, de zoon van Sihayo. Ze werd ingehaald bij Kraal en werd meegenomen terug naar Zoeloeland, waar ze door de broer van Sihayo werd gedood, in navolging van de Zoeloewetten.
Het tweede incident;
Een week later gebeurde ongeveer hetzelfde, een groep mannen uit Zoeloeland achtervolgde en pakte opnieuw een vrouw van Sihayo, ook zij was gevlucht. Ook zij werd meegenomen en ter dood gebracht.
Het derde incident;
Dit vond plaats in september. Twee mannen, bezig met het inspecteren van de weg langs de rivier de Tugela, werden op een zandbank gevangengenomen door een groep Zoeloes. De Zoeloes zeiden dat ze op Zoeloe-gebied waren geweest, terwijl de mannen aan de andere kant van de rivier waren. De twee mannen werden naar eigen zeggen slecht behandeld en bedreigd door de Zoeloes. Uiteindelijk werden ze vrijgelaten, op last van een hoge Zoeloe-functionaris.

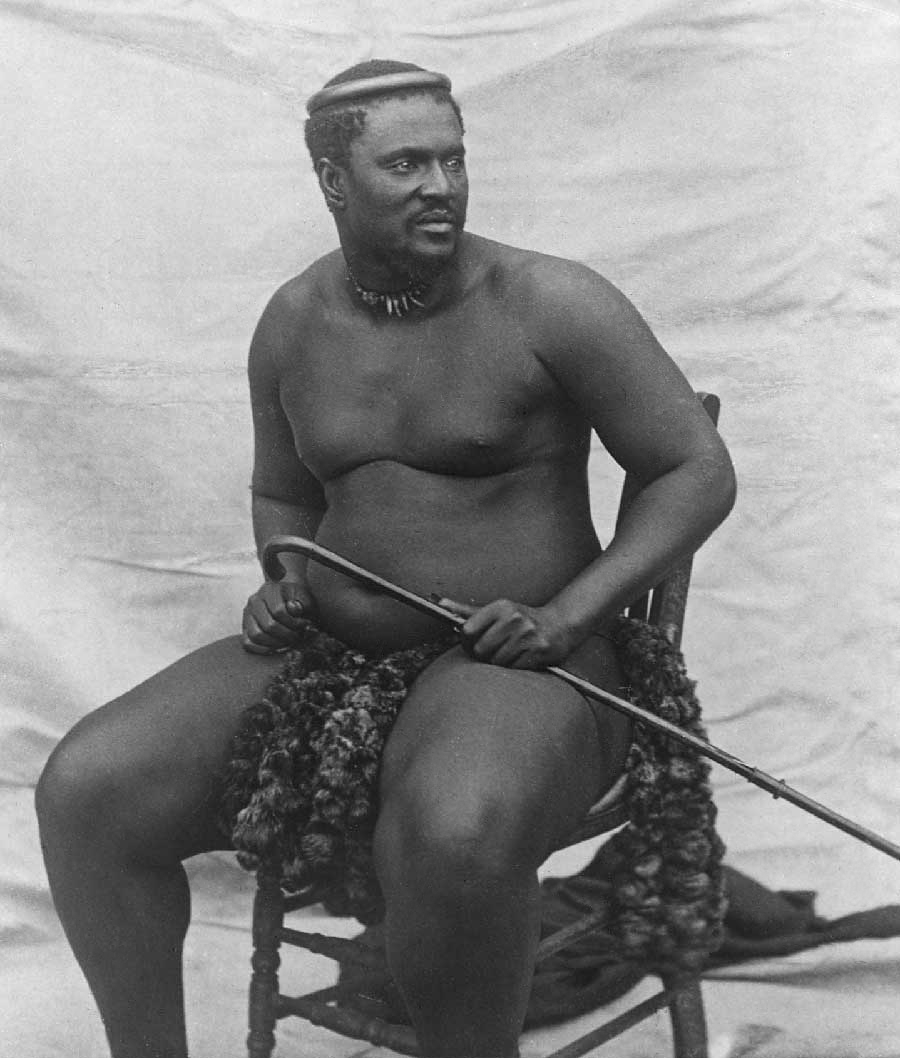
Koning Cetshwayo kaMpande.

Deze incidenten vormden natuurlijk geen echte redenen voor een invasie van een land. De leider Cetshwayo werd in het begin zelfs niet door Henry Bulwer verantwoordelijk gehouden voor de incidenten. Aangezien hij vond dat het geen politiek gerelateerde zaken waren.
Bulwer stuurde een bericht naar Cetshwayo waarin hij vertelde over de incidenten en de overtredingen begaan door zijn onderdanen. Cetshwayo antwoordde dat de incidenten gepleegd waren door mensen die niet wisten wat ze deden, en enkel opkwamen voor hun vader. Cetshwayo vond wel dat ze een straf verdienden.
Alhoewel de klacht van de Britten oorspronkelijk in de vorm van een verzoek was, maakte Bartle Frere er later een eis van. Hij vond dat de Zoeloes de grens niet over hadden mogen trekken, dat de vrouwen met rust gelaten hadden moeten worden aangezien ze op Brits grondgebied waren. Frere eiste dat de daders bestraft werden en dat Cetshwayo excuses aanbood en in ging op de eisen van de luitenant-gouverneur. Ook sprak hij voor het eerst over een ultimatum, wanneer Cetshwayo niet op de eisen in ging, dan vond Frere dat de vredelievende relatie met het buurland moest worden gestopt.
Na overleg tussen Bulwer en Frere werd besloten dat er een ontmoeting met vertegenwoordigers van de Zoeloe-koning plaats moest vinden. Er zou eigenlijk worden gepraat over het rapport van de commissie die onderzoek had gedaan naar het grensgebied, maar de ontmoeting werd ook gebruikt om de koning een ultimatum te presenteren.
Tegen de tijd dat het ultimatum werd gesteld waren er al meer dingen boven komen drijven en waren de incidenten, en de straf die de daders niet gekregen hadden, slechts een deel van de redenen om een ultimatum te stellen. De Britten stelden nog enkele eisen, een van die eisen was het uitleveren van Umbelini kaMswati, de broer van de toenmalige koning Mbandzeni van Swaziland die nadat hij de strijd om de troon van dat land had verloren zijn toevlucht zocht bij Cetshwayo. Cetshwayo had hem toen een stuk grond gegeven (misschien met als reden een buffer te vormen tussen hem een de Britten), maar Umbelini viel vanuit zijn nieuwe land zowel Zoeloes als Britten aan en tijdens die aanvallen nam hij vee en gevangenen mee terug naar zijn land. Toen de Britten Transvaal verkregen werden zij ook de baas over het land van Umbelini en de Britten verkeerden in de veronderstelling dat Umbelini door Cetshwayo gesteund werd.
De Britse regering kwam pas op 16 november achter de plannen van Frere, nadat Hicks Beach een brief van Frere (geschreven op 14 oktober 1878) had ontvangen waarin Frere vertelde over de "eisen". En toen waren de boodschappers met de uitnodiging om te praten over het grensgeschil al vertrokken. Wanneer Hicks Beach direct actie had ondernomen en een telegram naar Zuid-Afrika had gestuurd dan had de oorlog misschien voorkomen kunnen worden.
Hicks Beach schreef naar de minister-president:
I have impressed this [non aggressive] view upon Sir B. Frere, both officially and privately, to the best of my power. But I cannot really control him without a telegraph (I don’t know that I could with one) I feel it is as likely as not that he is at war with the Zulus at the present moment..
Men verdenkt Frere er van een conflict tussen de Zoeloes en de Britten te willen veroorzaken en daar is hij in geslaagd. Nadat Cetshwayo weigerde in te gaan op de eisen van 11 december verlengden de Britten de eisen naar 11 januari 1879, daarna zou er bijna zeker een oorlog uitbreken.
De volgende eisen werden aan de Zoeloe-koning gesteld:
1. De uitlevering van drie van Sihayo's zonen, waarna ze in Natal berecht zouden worden voor hun daden.
2. Het betalen van een boete van vijfhonderd dieren (runderen?), voor de daden begaan door bovenstaande en voor het niet uitleveren van de daders.
3. Het betalen van een boete van honderd dieren (runderen?) voor de behandeling van de heren Smith en Deighton.
4. Het uitleveren van Umbilini, zodat hij voor het gerecht van Transvaal kon worden gebracht. Eventueel zouden ook anderen, die Umbilini hadden geholpen, uitgeleverd moeten worden, maar dat zou later volgen.
5. Het naleven van de eisen die gesteld werden bij de kroning van Cetshwayo.
6. Het ontbinden van het Zoeloe-leger, de soldaten moesten naar huis worden gestuurd.
7. Het Zoeloe-leger moest worden hervormd, het huidig systeem moest worden verlaten. De hervormingen moesten op aanwijzing van Britse vertegenwoordigers gebeuren.
8. Dat iedereen, die naar een ander land vlucht, vrij mag trouwen.
9. Alle zendelingen die vanaf 1877 in Zoeloe-land woonden en al hun bekeerlingen mogen terugkeren naar hun oorspronkelijke woonplaatsen.
10. Alle zendelingen zijn vrij om te preken, en iedere Zoeloe is vrij deze preken aan te horen.
11. Een vertegenwoordiger van de Britten zal als resident verblijven in Zoeloe-land en toezien op naleving van de eisen.
12. Ieder conflict waarbij een zendeling of een Europeaan is betrokken, zal worden beslecht ten overstaan van zowel de koning als de resident.
13. Niemand zal worden verdreven zonder toestemming van de resident.

## De oorlog

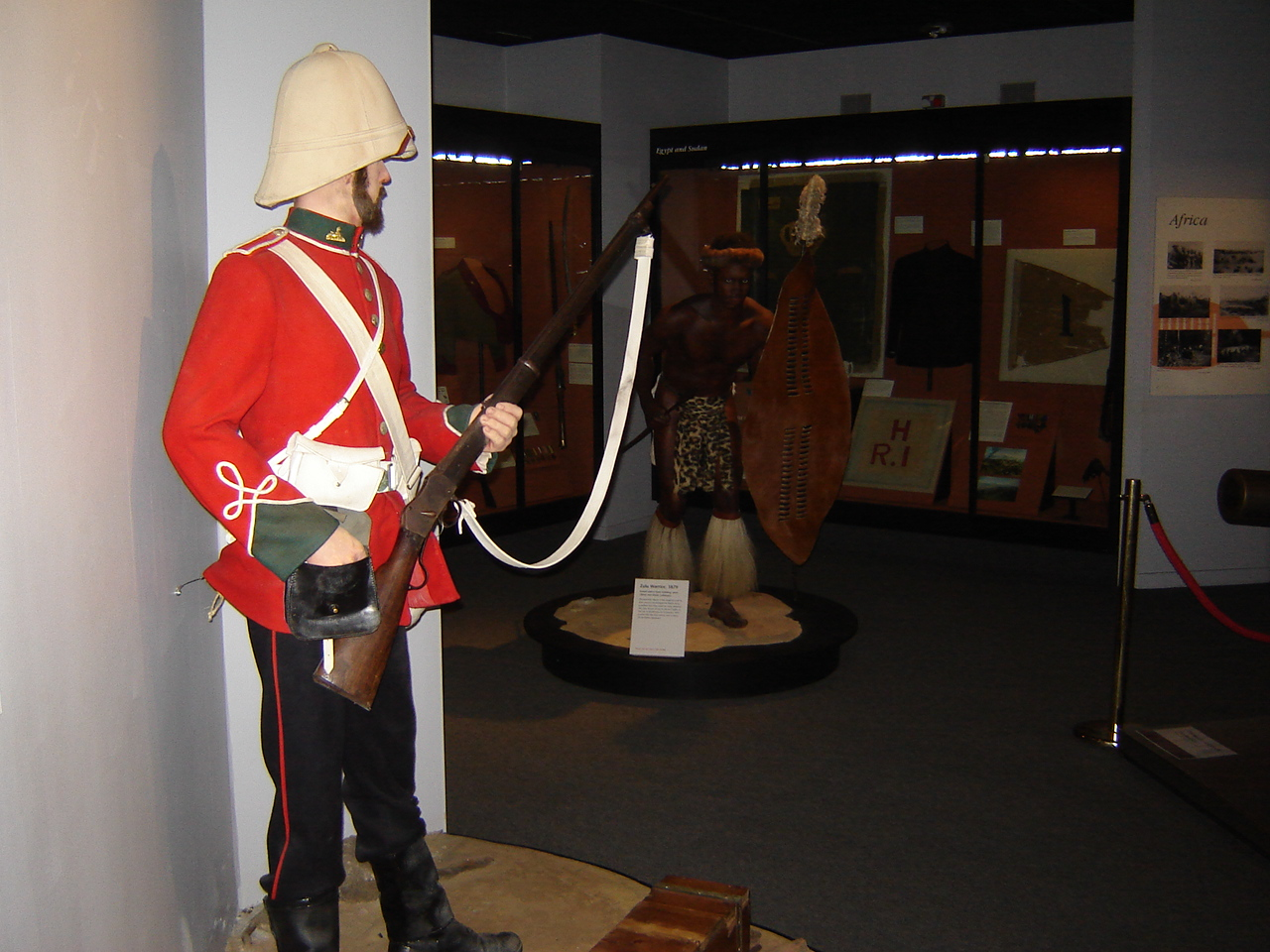
Infanterist met Martini-Henry geweer.

- Zie ook:
- Slag bij Isandlwana (1879)
- Slag bij Rorke's Drift (1879)

## Na de oorlog
Na de Slag bij Ulundi viel het leger van de Zoeloes uit elkaar. De meeste belangrijke officieren trokken hun steun in en Cetshwayo werd een vluchteling. Op 28 augustus werd de koning gevangengenomen in Kaapstad. Hij werd afgezet en Garnet Wolseley installeerde een nieuwe regering. Het Zoeloe-rijk werd verdeeld over elf Zoeloe-leiders, waaronder Cetshwayo kaMpande, zijn zonen Usibepu kaCetshwayo en Dinuzulu kaCetswayo, John Dunn, een blanke avonturier en voormalig raadgever van Cetshwayo, en Hlubi, een Basoto die uitblonk in de oorlog. Bartle Frere kreeg een onbelangrijke positie in Kaapstad.
Er werd iemand benoemd die de communicatie tussen de nieuwe leiders en de Britse overheid moest regelen. De nieuwe politieke structuur zorgde voor veel onrust en er kwamen veel mensen om. In 1882 besloot de Britse regering dat Cetshwayo de macht terug zou moeten krijgen. Tegelijkertijd werd er flink gevochten aan de ene kant Usibepu en Hamu en aan de andere kant de aanhangers van Cetshwayo. Cetshwayo's partij had veel te verduren, doordat de twee oppositieleiders steun kregen van blanke huurlingen.

Toen Cetshwayo terug op de troon werd gezet, behield Usibepu zijn gebied, terwijl de rest zijn land moest inleveren. Deze constructie bleek net zo zwak als die van Wolseley. Usibepu kon een geweldig getraind leger opbouwen in zijn eigen gebied en liet hiermee zijn ongenoegen zien over het installeren van Cetshwayo. Cetshwayo wilde geen oorlog met zijn zoon, maar wilde zich met hem verzoenen. Op 22 juli 1883 viel Usibepu het land van zijn vader binnen bij Ulundi. Hij verwoestte de stad compleet en richtte een slachtpartij aan. De koning vluchtte gewond het Nkandlabos in. Op verzoek van Melmoth Osborn ging hij naar Eshowe waar hij vlak daarna ook stierf. Hij was mogelijk vergiftigd. 

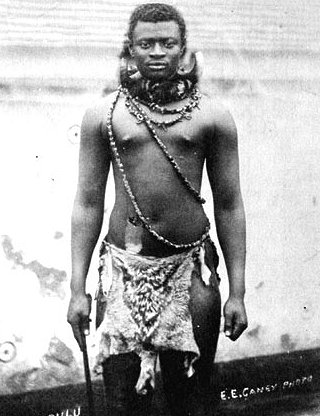
Dinuzulu in 1883 nog als kroonprins

Cetshwayo zou nu moeten worden opgevolgd door een van zijn zonen. Het ging nu tussen Dinuzulu kaCetshwayo en Usibepu kaCetshwayo. Op 5 juni 1884 werden Usibepu en zijn manschappen door Dinuzulu en bij hem aangesloten boeren onder leiding van Louis Botha, die hij veel land beloofde, in de pan gehakt bij de Slag bij Tshaneni. Dinuzulu was nu koning, maar moest zijn aanhangers nog betalen. Dit was bijna onmogelijk waarna hij bijna de helft van het land moest afstaan. Dinuzulu ka SeCetshwayo was dus de uiteindelijke koning van het Zoeloe-rijk, maar er was weinig over van het rijk.

## De Zoeloe-oorlog op film
Twee gedramatiseerde films van de oorlog zijn Zulu (1964), een op de Slag bij Rorke's Drift gebaseerde film, en Zulu Dawn (1979), een film over de Slag bij Isandlwana. Een stuk van de komische film The Meaning of Life (1983) van Monty Python gaat ook over de Zoeloe-oorlog.